# Stora Kleven
Stora Kleven är en sjö i Ulricehamns kommun i Västergötland och ingår i Viskans huvudavrinningsområde. Sjön är 10,4 meter djup, har en yta på 0,185 kvadratkilometer och befinner sig 170 meter över havet. Sjön avvattnas i söder mot Lilla Kleven.

## Delavrinningsområde
Stora Kleven ingår i det delavrinningsområde (642017-134293) som SMHI kallar för Mynnar i Marsjön. Avrinningsområdets medelhöjd är 224 meter över havet och ytan är 50,67 kvadratkilometer. Det finns ett delavrinningsområde uppströms, och räknas det in blir den ackumulerade arean 59,55 kvadratkilometer. Örbäck som avvattnar avrinningsområdet har biflödesordning 2, vilket innebär att vattnet flödar genom totalt 2 vattendrag innan det når havet efter 115 kilometer. Avrinningsområdet består mestadels av skog (68 %), öppen mark (11 %) och jordbruk (15 %). Avrinningsområdet har 0,83 kvadratkilometer vattenytor vilket ger det en sjöprocent på 1,6 %.

## Galleri

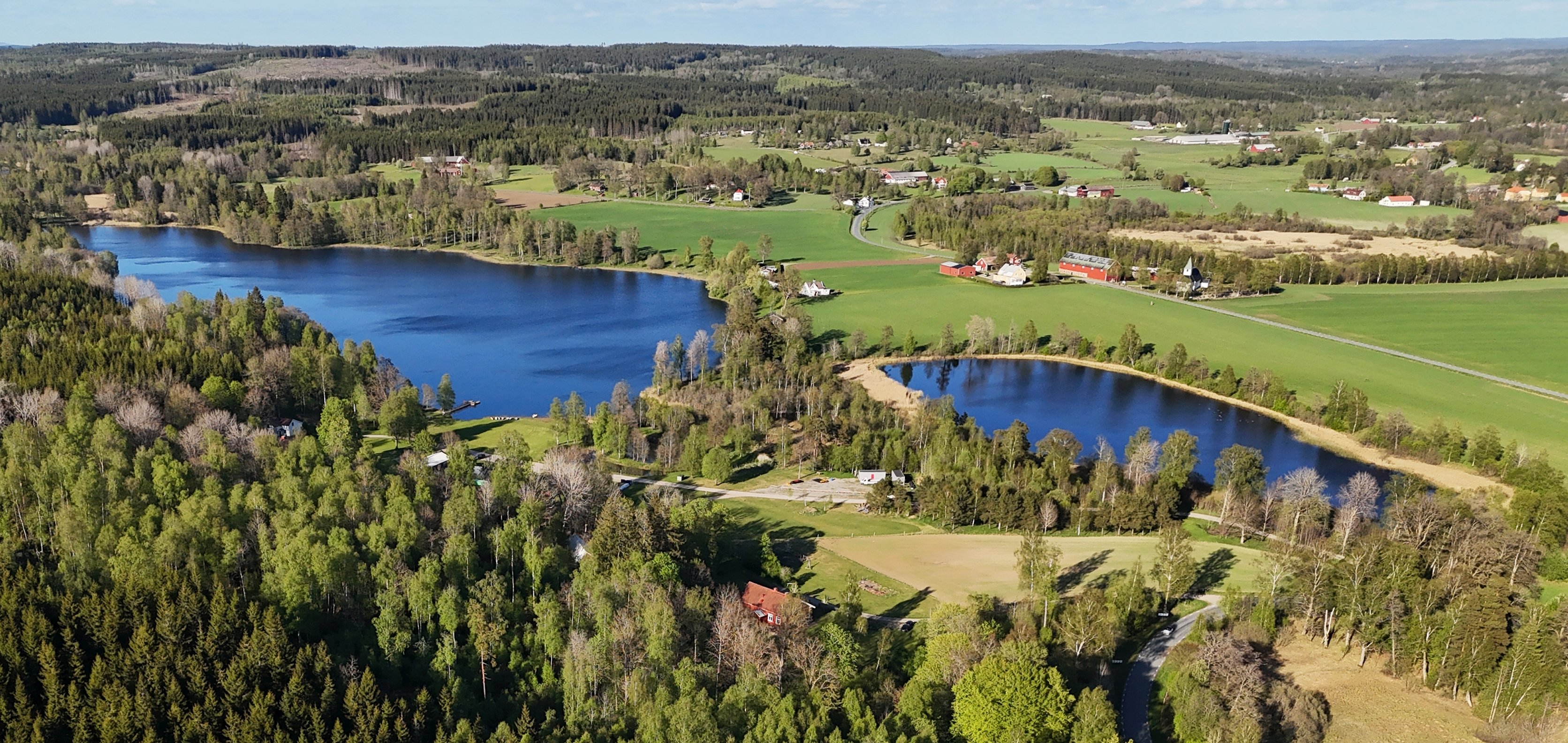
Översikt med stora Kleven till vänster och Lilla Kleven till höger.
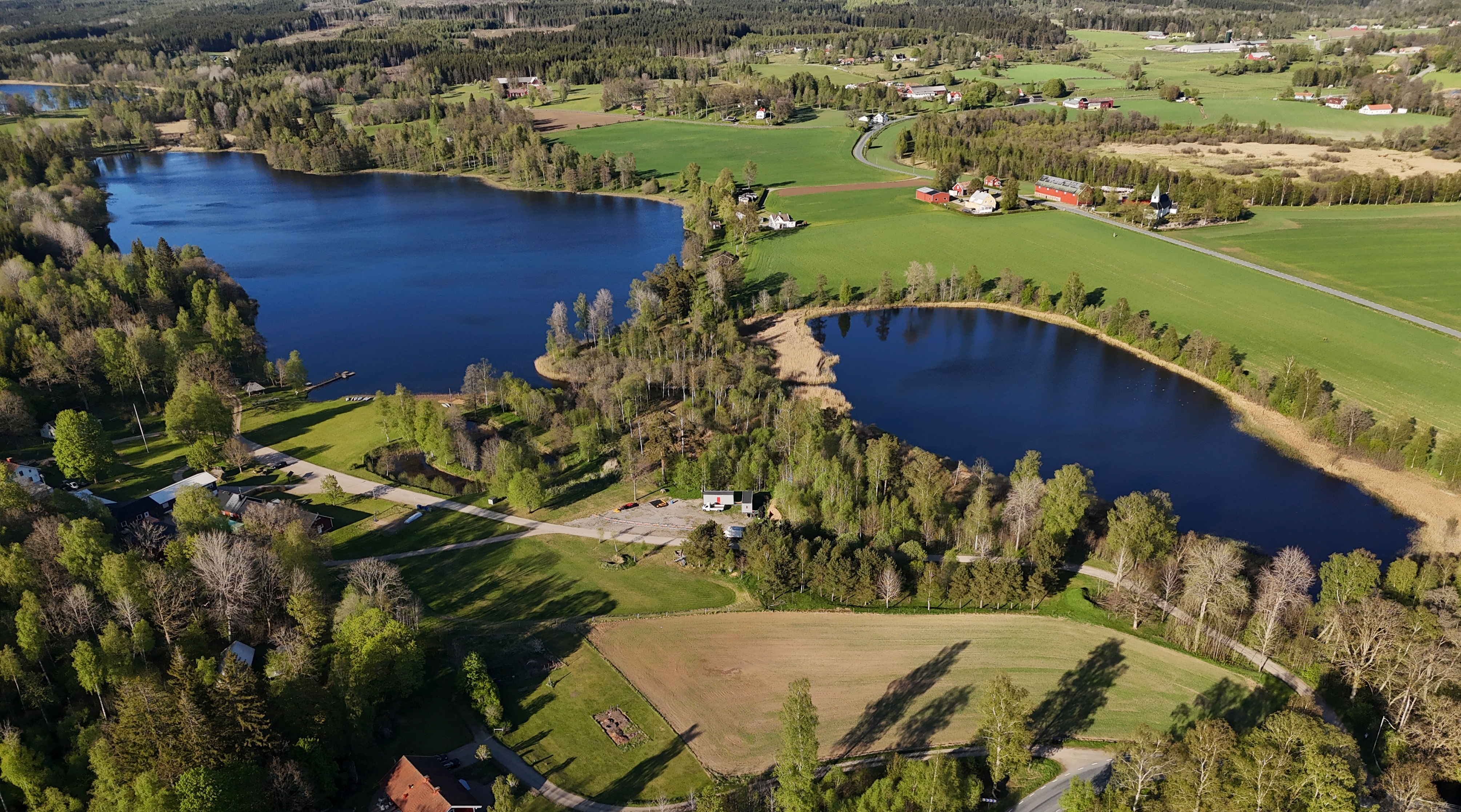
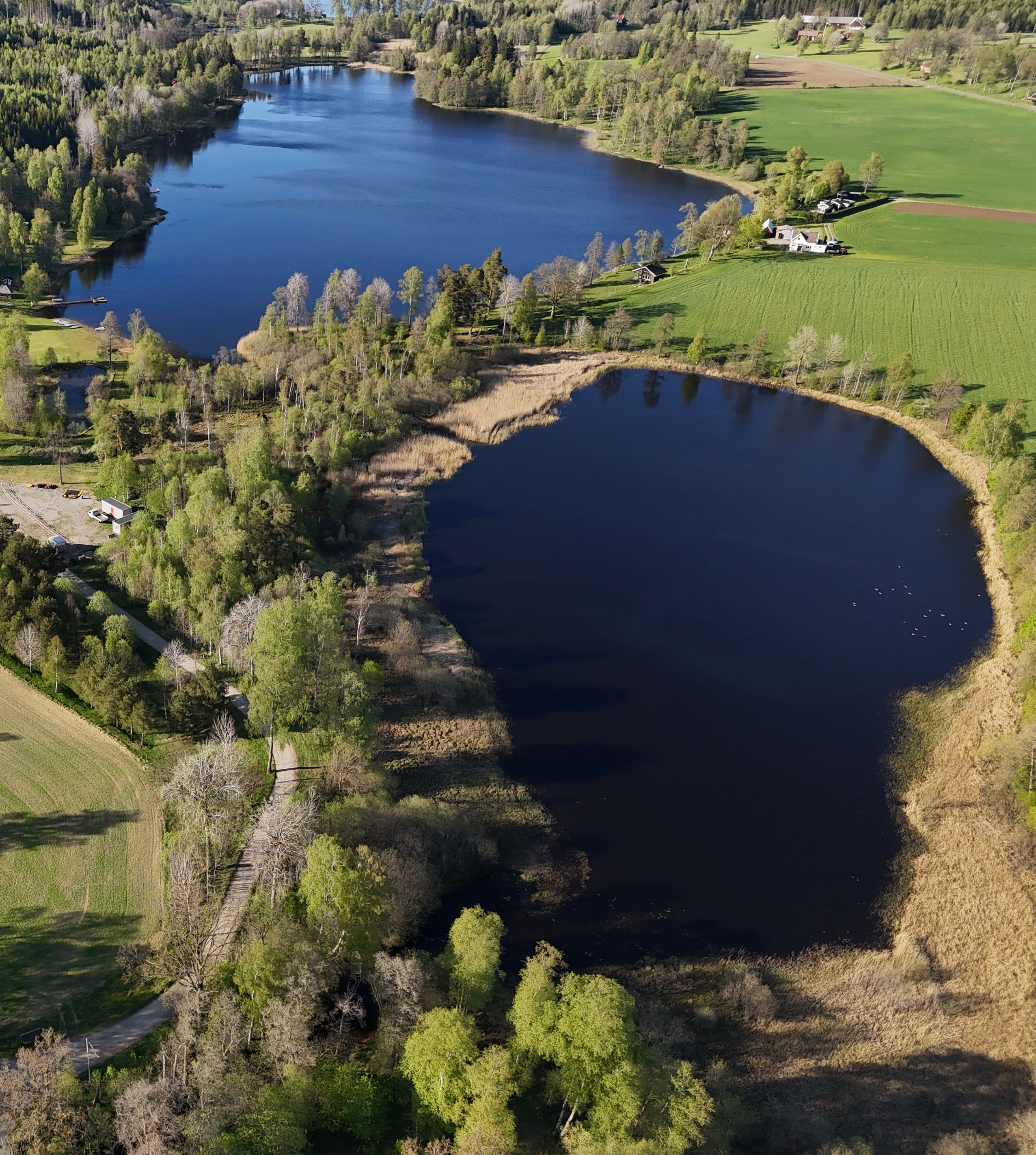
Från söder med Lilla Kleven närmst i bild.